# راس المعره
راس المعره (به عربی: رأس المعرة) یک روستا در سوریه است که در استان ریف دمشق واقع شده‌است. راس المعره ۸٬۵۲۰ نفر جمعیت دارد.